# Lợn tai cụp Anh

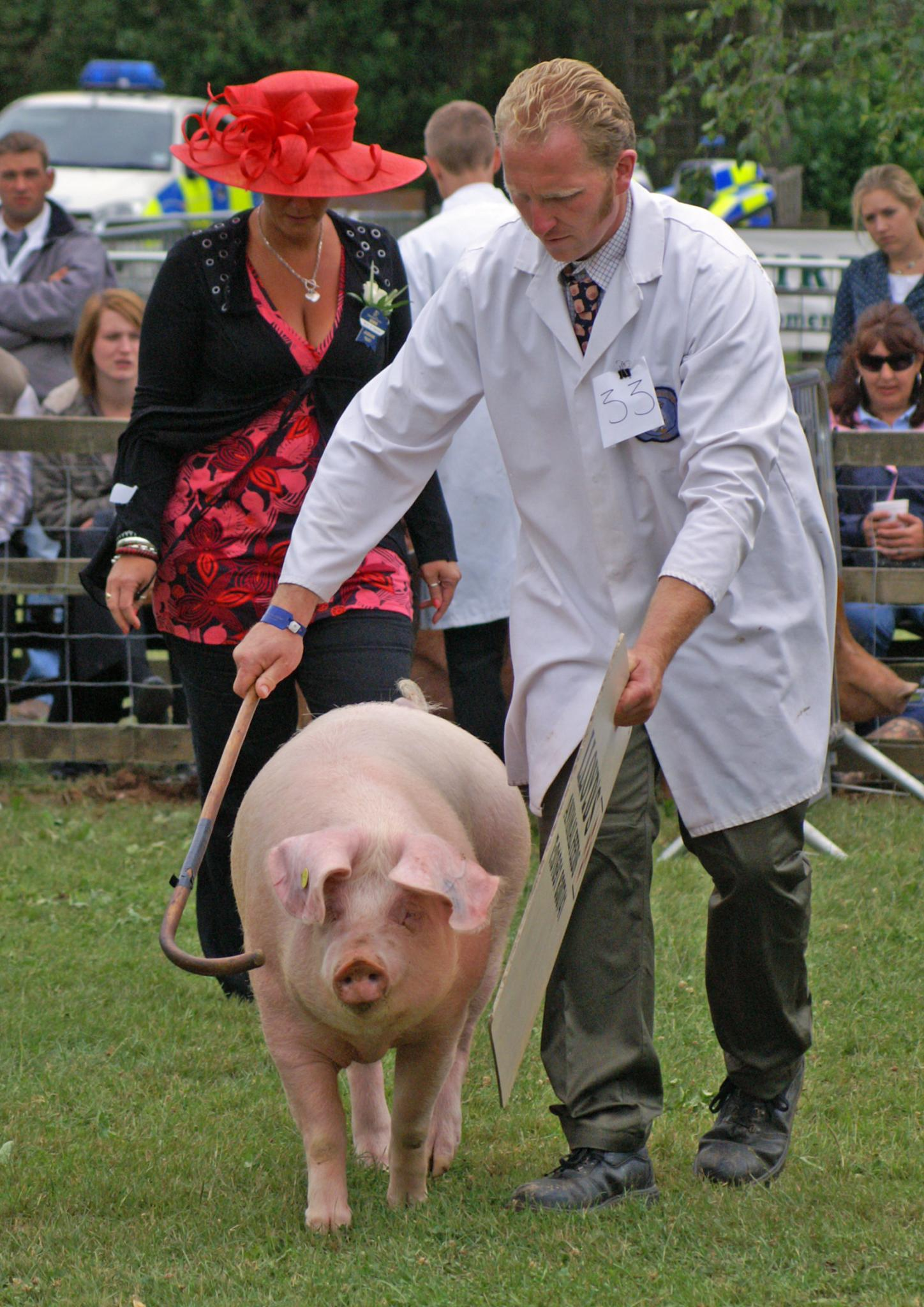
Một con lợn tai cụp Anh ở công viên Stoneleigh, Warwickshire

Lợn tai cụp Anh (British Lop) là một giống lợn bản địa cổ xưa có nguồn gốc từ nước Anh. Đây là một giống lợn có tầm vóc và thể vóc lớn, tên gọi của chúng (tai cụp-Lop) được đặt dựa theo hình dáng bên ngoài của hai những cái tai lớn, phủ lên mặt. Giống lợn này ban đầu được phát triển như là sự hợp nhất của một số giống lợn tai cụp địa phương ở Anh và được gọi là chính thức là lợn tai cụp Anh trong những năm của thập kỷ 1960. Giống lợn này hiện số lượng cao hơn so với những năm 60 và 70, nhưng vẫn được liệt kê là nguy cấp bởi Quỹ Rare Brevals. Đầu bếp Clarissa Dickson Wright từng bình luận rằng lợn tai cụp Anh còn hiếm hơn cả gấu trúc.

## Lịch sử
Các hồ sơ tài liệu liên quan về đăng ký, nhận biết giống sớm nhất của giống lợn này được tìm thấy và ghi nhận được từ vùng biên giới Cornwall và Devon, đặc biệt là khu vực xung quanh Tavistock. Nó có thể liên quan đến các giống tương tự được tìm thấy xung quanh viền tây bắc của châu Âu, cụ thể là xứ Uyên, trong đó có một khoảng thời gian năm 1920 trong sổ đăng ký giống kết hợp và giống lợn Landrace của Scandinavia. Nó cũng có thể liên quan đến lợn Normande của nước Pháp.
Cuốn sổ tay phả hệ ghi chép đầu tiên của giống lọn này đã được xuất bản vào năm 1921, sau sự phổ biến của các lớp học tại Quận Devon trong năm đó. Vào cuối những năm 1930, số lượng lớn lợn tai cụp thuần chủng đã được đăng ký, phần lớn là ở phía tây nam. Trong những năm sau Thế chiến thứ hai, Chính phủ Anh đề nghị việc chăn nuôi, sản xuất được tiêu chuẩn hoá trên ba giống (lợn Đại Bạch của Anh-Large White, lợn Welsh và lợn Landrace) dẫn đến sự suy giảm về số lượng lợn khác. Trong những năm 1960 và 1970 chỉ có khoảng 11 nhà lai tạo nuôi giữ lợn tai cụp Anh. 

## Đặc điểm
Lợn tai cụp Anh là một con lợn có tầm vóc và thể vóc rất to lớn, chúng có làn da trắng hồng và có đôi tai cụp, đây là điểm đặc trưng rất lớn của giống lợn này. Nó có khối lượng nặng và dày thịt hơn trong cơ thể so với các con lợn Welsh hoặc lợn Landrace tương tự. Giống lợn này được phát triển để có thể tự hỗ trợ cho việc chăn thả gia súc và vẫn thường được nuôi ở ngoài trời theo kiểu nuôi thả vườn hoặc chăn nuôi quảng canh. Không giống như hầu hết những con lợn Anh từng sống sót, lợn tai cụp Anh dường như đã có ít hoặc không có đầu vào từ các con lợn nhập khẩu ở Châu Á được sử dụng trong các giống lớn ở thế kỷ 19 (không lai tạp với lợn châu Á) vì vậy nó được coi là giống lợn bản địa thuần chủng. Giống này có khả năng chịu trọng lượng tốt và đặc biệt chú ý đến tính khí nhẹ nhàng.